# Willi Wenzel
Willi Wenzel (* 12. Oktober 1930; † 25. Januar 1999) war ein deutscher Fußballspieler.

## Karriere
In der Spielzeit 1948/49 absolvierte Willi Wenzel seine ersten beiden Spiele für den 1. FC Kaiserslautern in der Oberliga Südwest. Aus beruflichen Gründen war er 1949/50 in Pirmasens und kam beim dortigen FKP in drei Oberligaspielen auf zwei Tore. Ab der Saison 1951/52 kam er wieder beim FCK zum Einsatz. Fortan wurde er zum Stammspieler und Torjäger bei den „Roten Teufeln“. 1953 wurde Wenzel Deutscher Meister mit dem FCK. Im Endspiel gegen den VfB Stuttgart (4:1) gelang ihm ein Tor. 1954 und 1955 drang Willi Wenzel mit dem FCK jeweils auch bis ins Endspiel vor, man unterlag allerdings Hannover 96 mit 1:5 und Rot-Weiss Essen mit 3:4. Im Spiel gegen Essen erzielte Wenzel zwei Treffer. In den drei Runden 1953/54 bis 1955/56 erzielte er jeweils in der Südwest-Oberliga 23 Tore. Er belegte damit in der Torjägerliste im Südwesten in den Jahren 1955 und 1956 den zweiten Rang. In den fünf Runden 1953/54 bis 1957/58 erzielte er für die Lautrer 107 Tore in der Oberliga. Nach einer längeren Verletzungspause wegen eines Kreuzbandrisses bestritt er seine letzten beiden Ligaspiele in der Saison 1961/62. Insgesamt kam er in 239 Pflichtspielpartien für Kaiserslautern zum Einsatz, in denen er 165 Tore erzielte.
Wenzel belegte am Ende seiner Karriere in der vereinsinternen Oberliga-Torjägerrangliste hinter den Koryphäen Ottmar Walter, Fritz Walter und Werner Baßler den vierten Platz. In späteren Jahren fand er beruflich als Inhaber eines Fachgeschäftes für Steinplatten und Bodenbeläge sein Auskommen.
Nach dem Karriereende spielte er noch für die Traditionsmannschaft des FCK.

## Statistik
| Liga                                   | Spiele (Tore) |
| -------------------------------------- | ------------- |
| Oberliga Südwest                       | 212 (141)     |
| Wettbewerb                             |               |
| Endrunde um die deutsche Meisterschaft | 027 0(25)     |
| DFB-Pokal                              | 03 0(1)       |